# Кодекс 050
Кодекс 050 (Gregory-Aland) — унциальный манускрипт IX века на греческом языке, содержащий текст Евангелия от Иоанна, с большими лакунами, на 19 пергаментных листах (32,5 x 24 см).

## Особенности рукописи
Текст на листе расположен в одной колонке, 30 строк на страницу.
Текст рукописи содержит текст Иоан 1,1.3-4; 2,17-3,8.12-13.20-22; 4,7-14; 20,10-13.15-17.
Греческий текст рукописи отражает смешанный тип текста. Рукопись отнесена к III категории Аланда. Текст кодекса имеет много общих черт с папирусом 75.
Иоан 20,10-13.15
ΑΠΗΛΘΟΝΟΥΝΠΑΛΙΝΠΡΟΣΕΑΥΤΟΥΣΟΙΜΑΘΗ
ΤΑΙ.ΜΑΡΙΑΜΔΕΙΣΤΗΚΕΙΠΡΟΣΤΟΜΝΗΜΕΙ
ΟΝΕΞΩΚΛΑΙΟΥΣΛ.ΩΣΟΥΝΕΚΛΑΙΕΝΠΑΡΕΚΥ
ΨΕΝΕΙΣΤΟΜΝΗΜΕΙΟΝ.ΚΑΙΘΕΩΡΕΙΔΥΟΑΓ
ΓΕΛΟΥΣΕΝΛΕΥΚΟΙΣΚΑΘΕΖΟΜΕΝΟΥΣΕΝΑ
ΠΡΟΣΤΗΚΕΦΑΛΗΚΑΙΕΝΑΠΡΟΣΤΟΙΣΠΟΣΙ
ΟΠΟΥΕΚΕΙΤΟΤΟΣΩΜΑΤΟΥΙΥ.ΚΑΙΛΕΓΟΥ
ΣΙΝΑΥΤΗΕΚΕΙΝΟΙ.ΓΥΝΑΙΤΙΚΛΑΙΕΙΣ;
…
…
…
ΛΕΓΕΙΑΥΤΟΙΣ.ΓΥΝΑΙΤΙΚΛΑΙΕΙΣ;
ΤΙΝΑΖΗΤΕΙΣ.ΕΚΕΙΝΗΔΟΚΟΥΣΑΟΤΙ
ΟΚΗΠΟΥΡΟΣΕΣΤΙΝΛΕΓΕΙΑΥΤΩ.ΚΕΕΙΣΥ
ΕΒΑΣΤΑΣΑΣΑΥΤΟΝΕΙΠΕΜΟΙΠΟΥΕΘΗΚΑΣ
ΑΥΤΟΝΚΑΓΩΑΥΤΟΑΡΩ.
Рукопись поделена и сейчас хранится в четырёх библиотеках Европы, в Афинах в Греческой национальной библиотеке (1371), на Афоне в монастыре Дионисиат 2 (71), Государственный исторический музей (V. 29, S. 119), Оксфорде (Christ Church, Wake 2,3).